# Josef Heise

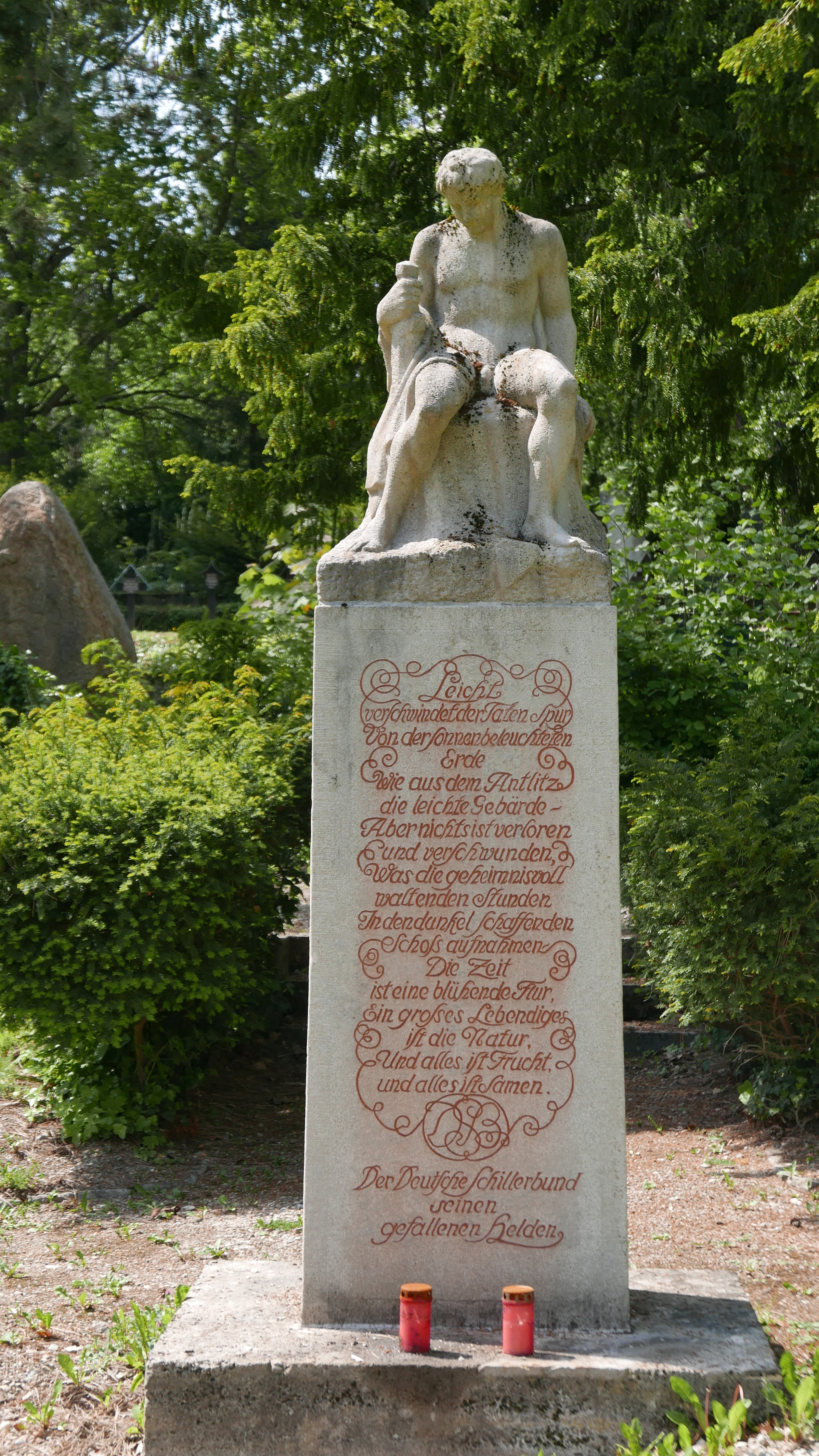
Denkmal für die Gefallenen des Deutschen Schillerbundes in Weimar von Josef Heise

Josef Heise (geb. am 3. Dezember 1885 in Münster) war ein deutscher Bildhauer und Medailleur in Weimar.

## Leben und Werk
Der Sohn  des Bildhauers Franz Heise (1856–1912) war 1909/10 Meisterschüler bei Adolf Brütt in Weimar. Er studierte an den Kunstakademien in Kassel und Weimar.
Überregional wenig bekannt, genoss er in Weimar wohl eine gewisse Berühmtheit. So gestaltete er Denkmäler in Parks und auf Friedhöfen. Kriegerdenkmäler hatte Heise nicht nur in Weimar oder anderen Soldatenfriedhöfen geschaffen, sondern auch in besetzten Gebieten in Frankreich. Heise schuf auch das Denkmal für die Gefallenen des Deutschen Schillerbundes auf dem Historischen Friedhof Weimar. Im Park von Holzdorf sind von Josef Heise geblieben u. a. die Krokodilsbank bzw. die Schwanenbank.
Heise war bei dem Preisausscheid um das Märzgefallenendenkmal in Weimar beteiligt. Er gewann sogar den ersten Preis, während Walter Gropius für seinen Entwurf lediglich den zweiten Preis erhalten hatte. Letzterer kam jedoch aus Kostengründen zur Ausführung.

## Werke (Auswahl)
- Gedenkstein für Johann Martin Mieding 1919 auf dem Jacobsfriedhof Weimar[7]
- Statue Heldenglaube in der Gedächtnishalle auf dem Historischen Friedhof Weimar[8] 1921
- Gedächtnismal für die Gefallenen 148 Naumburger Domschüler 1924 (Entwurf Max Graumüller, Saaleck)
- Kolonialbrunnen in Weimar 1930 (Entwurf  August  Lehrmann)
- Kriegerdenkmal in Hermsdorf 1930[9]
- Steinsäulen an den Weimarer Ortseingängen 1936
- Figuren für den Park Holzdorf bei Weimar, die aber nicht alle erhalten geblieben sind[10]
- Kriegerdenkmal in Bad Sulza zus. mit Franz P. Otto Heidelmann, 1925